# Mars 2013
| Mars 2013 |
| Månader under 2013: Januari · Februari · Mars · April · Maj · Juni · Juli · Augusti · September · Oktober · November · December ← December 2012 · Januari 2014 → |

## Händelser

### 5 mars
- Venezuelas sittande president Hugo Chávez dör av cancer i Caracas, Kuba. Hans död leder till att ett presidentval utropas. Vicepresident Nicolás Maduro tar över under tiden.[1]

### 8 mars
- Nordkorea meddelar att man säger upp alla fredspakter med Sydkorea och stänger gränsövergången vid Panmunjom i den demilitariserade zonen.

### 9 mars
- Partit Laburista med partiledaren Joseph Muscat vinner parlamentsvalet i Malta med 55 procent av rösterna, vilket är den starkaste majoriteten i landet på 50 år.

### 16 mars
- Finanskrisen på Cypern: Cypern och troikan kommer överens om ett nödlån som bland annat innebär att landets banker omstruktureras och att en engångsskatt ska tas ut från landets sparkonton.

### 10–11 mars
- Falklandsöarna folkomröstar om huruvida de skall fortsätta vara ett av Storbritanniens utomeuropeiska territorier eller ej. 99,8 % röstar ja och endast tre personer röstar nej.

### 13 mars

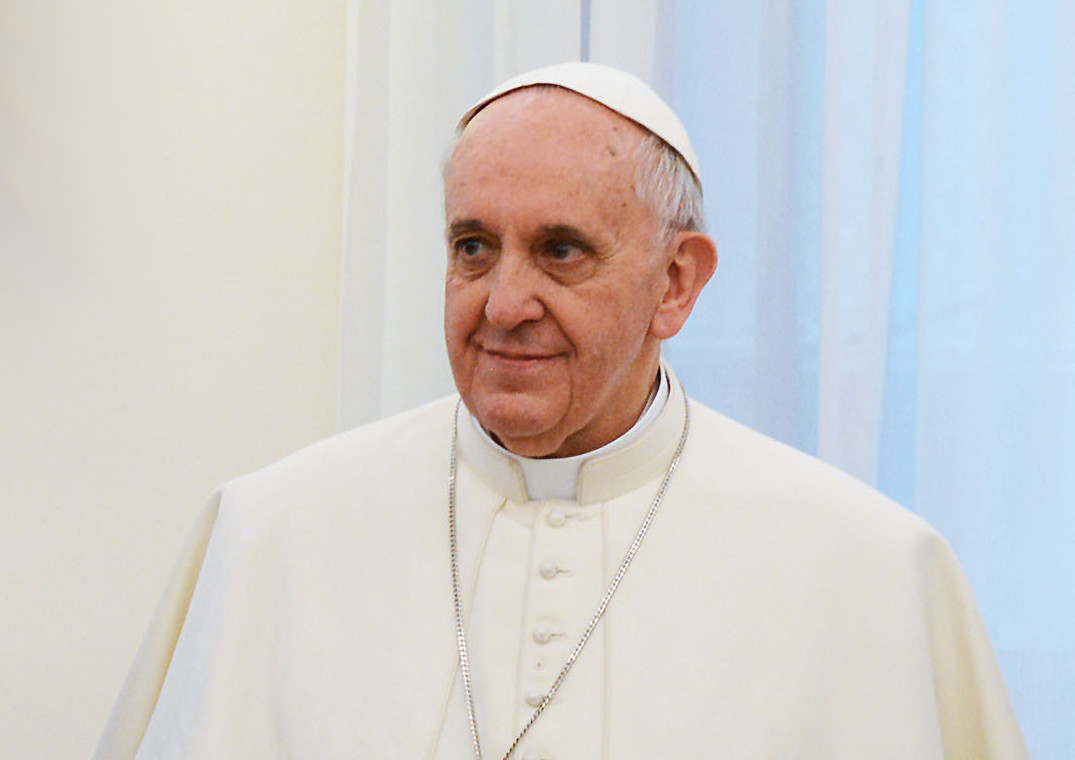
Ny påve

- Jorge Mario Bergoglio utses till ny påve och tar namnet Franciskus. Då han är från Argentina blir han den förste påven från Sydamerika och den förste icke-europeiske påven sedan Syrienfödde Gregorius III:s död 741.

### 14 mars
- Xi Jinping tillträder som Kinas president efter Hu Jintao.